# Melcha albispina
Melcha albispina là một loài tò vò trong họ Ichneumonidae.